# Amtsgericht Bayreuth
Das Amtsgericht Bayreuth ist eines von 73 Amtsgerichten in Bayern und ein Gericht der ordentlichen Gerichtsbarkeit für den Landkreis sowie die Stadt Bayreuth.
Der Hauptsitz befindet sich am Wittelsbacherring 22. Des Weiteren gibt es noch Niederlassungen in der Wilhelminenstraße 7 sowie in der Friedrichstraße 18. Das Amtsgericht Bayreuth hatte bis 31. Mai 2013 noch eine Zweigstelle in Pegnitz am Bahnhofsteig 5.

## Geschichte

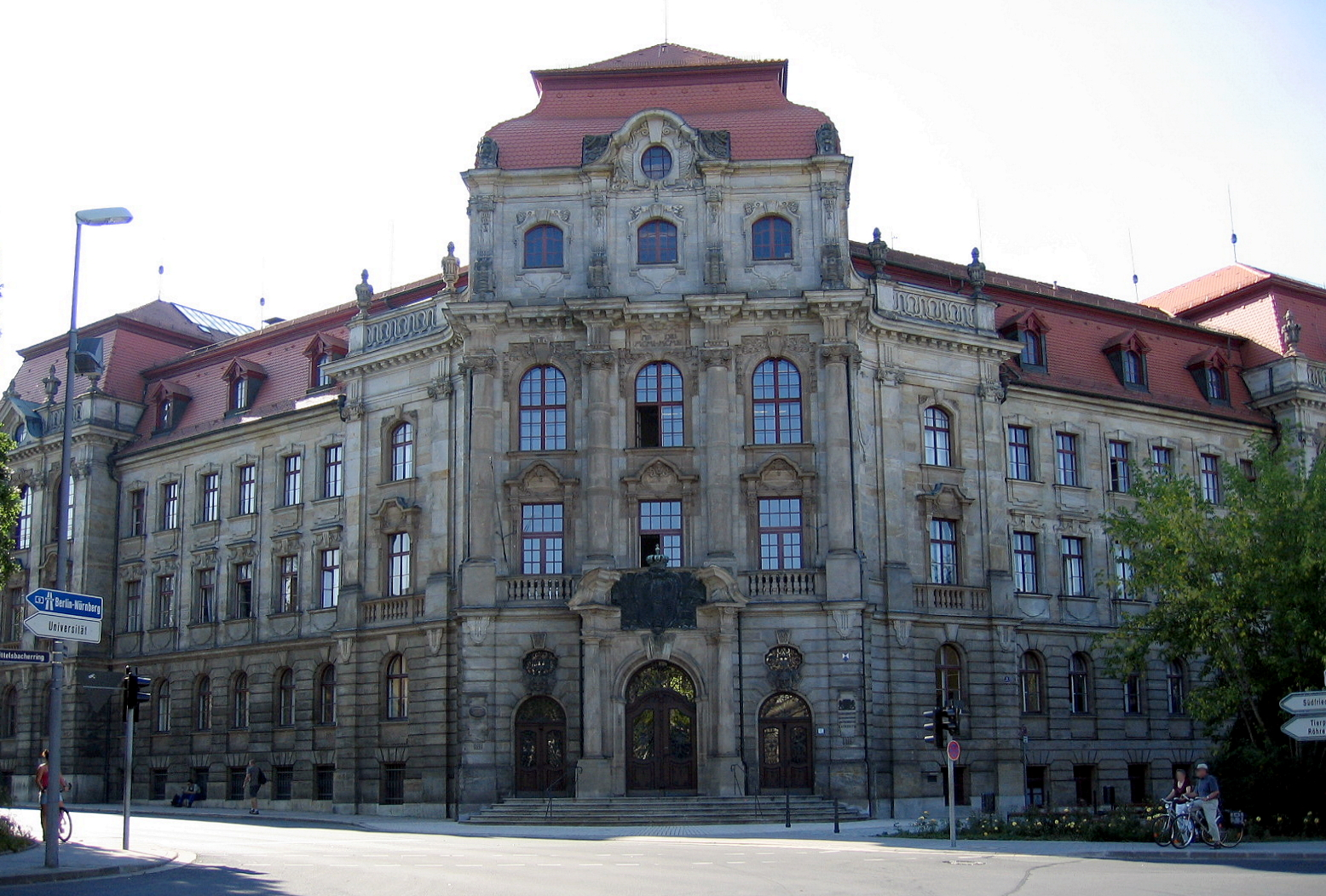
Justizpalast Bayreuth (2005)

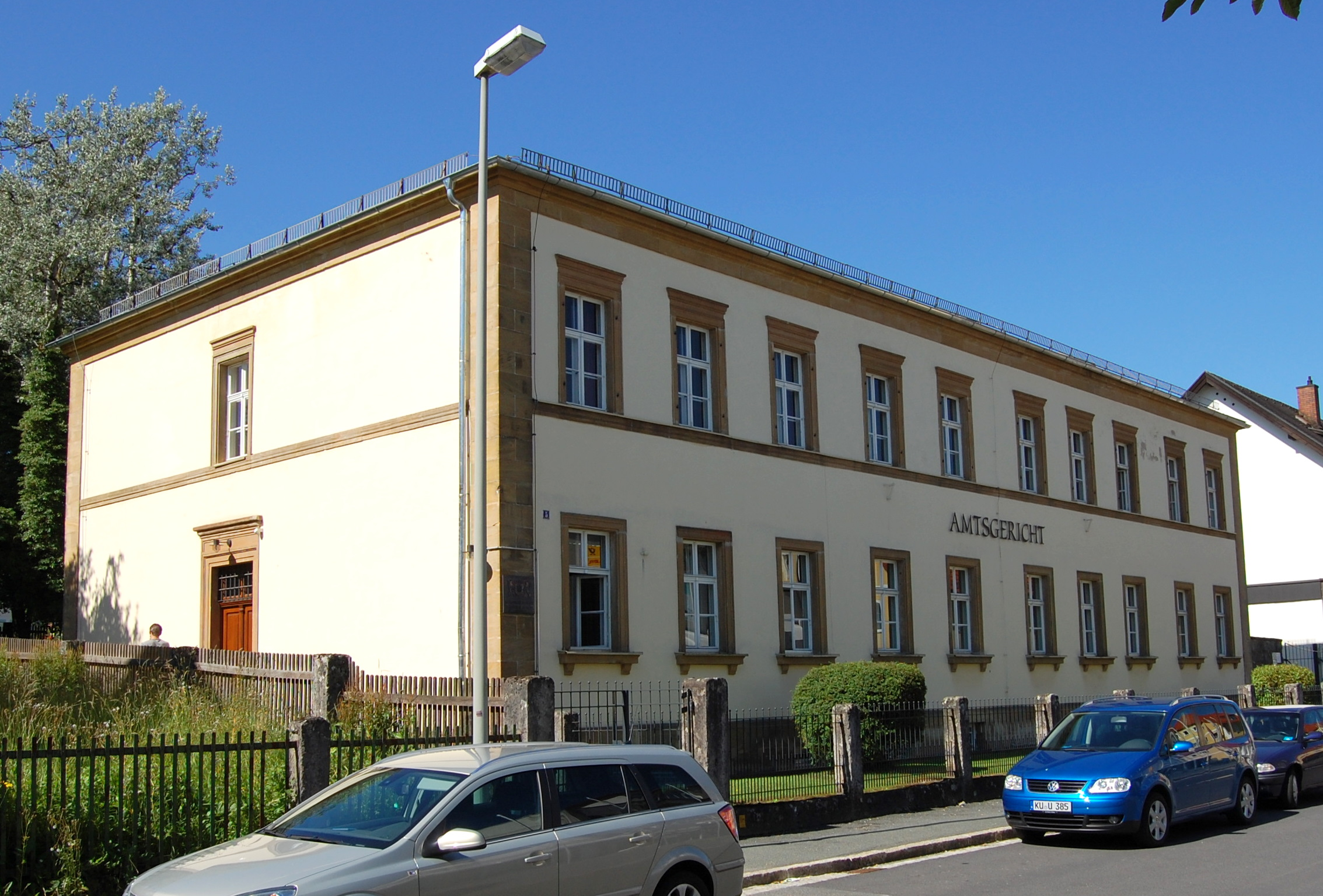
Zweigstelle Pegnitz (2011)

Im Jahre 1812 wurde in Bayreuth ein eigenes Landgericht Bayreuth (älterer Ordnung) gebildet, seit 1857 bestand auch ein Bezirksgericht. Im Jahre 1879 wurde nach dem reichseinheitlichen Gerichtsverfassungsgesetz von 1877 das damalige bayerische Landgericht älterer Ordnung in das Amtsgericht Bayreuth umgewandelt, aus dem Bezirksgericht wurde das neue Landgericht Bayreuth.
Im Justizpalast, dem Hauptsitz des Gerichts, sind Teile des Amtsgerichts, das Landgericht und die Staatsanwaltschaft untergebracht. Das Gebäude wurde in den Jahren von 1901 bis 1904 erbaut und als „Zentraljustizgebäude“ genutzt.
Es überstand beide Weltkriege fast unbeschadet und wurde auch zum Lazarett umfunktioniert. Nach dem Zweiten Weltkrieg war der Justizpalast kurze Zeit Sitz der US-amerikanischen Kommandantur.
Der Baustil des Bauwerks ist nur schwer zu definieren, da zum einen barocke Elemente sowie Merkmale des Jugendstils enthalten sind. Besonders erwähnenswert ist der Schwurgerichtssaal im zweiten Stock, welcher mit Textilverspannungen und Holzvertäfelungen verziert ist. Die Decke ist mit einem Glasmosaikfeld und Stuck versehen. Das Treppengeländer des Haupttreppenhauses besteht aus Marmor.

## Beschäftigte
Insgesamt beschäftigt das Amtsgericht 134 Mitarbeiter, darunter 20 Richter.

## Zuständigkeitsbereich
Das Amtsgericht Bayreuth ist für den Landkreis Bayreuth sowie die Stadt Bayreuth zuständig. Als zentrales Haftgericht, Insolvenzgericht und Registergericht ist es auch für den Landkreis Kulmbach zuständig.

## Übergeordnete Gerichte
Dem Amtsgericht Bayreuth ist das Landgericht Bayreuth übergeordnet, dem wiederum das Oberlandesgericht Bamberg übergeordnet ist.